# Pitcairnia cubensis
Pitcairnia cubensis är en gräsväxtart som först beskrevs av Carl Christian Mez, och fick sitt nu gällande namn av Lyman Bradford Smith. Pitcairnia cubensis ingår i släktet Pitcairnia och familjen Bromeliaceae. Inga underarter finns listade i Catalogue of Life.